# La Vida... Es Un Ratico
"La Vida... Es Un Ratico" (Life... Is a Moment) – czwarty album studyjny kolumbijskiego muzyka Juanesa, wydany 23 października 2007 roku, przez Universal Music Latino. Producentem płyty jest Gustavo Santaolalla.
Tytuł albumu został zainspirowany przez matkę artysty, która, gdy Juan dowiedział się o śmierci swojej ciotki, powiedziała do niego: "Tranquilo, mi hijo, que la vida es un ratico" ("Spokojnie, synku, życie jest tylko chwilą").

## Lista utworów
- Edycja standardowa

1. "No Creo en el Jamás" — 3:32
2. "Clase de Amor" — 3:53
3. "Me Enamora" — 3:12
4. "Hoy Me Voy" — 3:23
5. "La Vida es un Ratico" — 4:03
6. "Gotas de Agua Dulce" — 3:08
7. "La Mejor Parte de Mí" — 3:42
8. "Minas Piedras" — 4:05
9. "Tú y Yo" — 4:26
10. "Báilala" — 3:31
11. "Difícil" — 4:01
12. "Tres" — 3:25
13. "Bandera de Manos" — 4:06

Utwory dodatkowe
1. "Bandera de Manos"
2. "La Camisa Negra" (edycja australijska)
3. "Falsas Palabras" (iTunes)
4. "Dove Le Pietre Sono Mine (Minas Piedras)" (featuring Negrita) edycja italijska
5. "Me Enamora" (Full Phatt Remix) (edycja japońska)
6. "Tres" (Full Phatt Remix) (edycja japońska)

- Reedycja z 2008

1. "Odio Por Amor"
2. "Falsas Palabras"
3. "No Creo en el Jamás"
4. "Clase de Amor"
5. "Me Enamora"
6. "Hoy Me Voy"
7. "La Vida es un Ratico"
8. "Gotas de Agua Dulce"
9. "La Mejor Parte de Mí"
10. "Minas Piedras" (featuring Andrés Calamaro)
11. "Tú y Yo"
12. "Báilala"
13. "Difícil"
14. "Tres"
15. "Bandera de Manos" (featuring Campino)
16. "Bandera de Manos"
17. "Hoy Me Voy" (featuring Colbie Caillat)